# Wait Your Turn
"Wait Your Turn" là một bài hát của nữ ca sĩ Rihanna từ album phòng thu thứ tư của cô ấy, Rated R (2009). Bài hát dược phát hành dưới dạng đĩa đơn thứ ba từ album Rated R.

## Xếp hạng
| Bảng xếp hạng (2009)                          | Vị trí cao nhất |
| --------------------------------------------- | --------------- |
| Australia (ARIA)                              | 82              |
| Ireland (IRMA)                                | 32              |
| Italy (FIMI)                                  | 91              |
| South Korea International Singles (Gaon)      | 192             |
| UK Singles Chart (OCC)                        | 45              |
| UK R&B Chart (OCC)                            | 17              |
| US Bubbling Under Hot 100 Singles (Billboard) | 10              |